# 嘉義市東區文雅國民小學
嘉義市文雅國民小學，簡稱文雅國小，位於嘉義市東區，於2008年成立。學校占地面積1.894公頃（約5740坪），東西寬約150公尺、南北長約110公尺，約呈長方形。該校是嘉義市第一個設有「國際教育組」的國民小學，透過視訊課程讓學生與多國的學校交流，並以此課程計畫參與中華民國教育部舉辦「103年教學卓越獎」，獲得銀質獎。113年再度榮獲教育部教學卓越獎金質獎。

## 歷史
- 2005年3月2日：奉嘉義市政府核定文小三預定地新設學校之校名為「嘉義市文雅國民小學」
- 2006年10月11日：校舍新建工程於完成發包
- 2006年10月29日：廠商申報開工
- 2008年5月22日：完工
- 2008年8月1日：成立，初期招收1~3年級學生[4]
- 2008年10月4日：辦理啟用典禮[5]